# نيكولاس كيولار
نيكولاس كيولار (بالإسبانية: Nicolás Cuéllar)‏ هو رسام مكسيكي، ولد في 6 سبتمبر 1927، وتوفي في 10 سبتمبر 2010.